# 5957 Ірина
5957 Ірина (5957 Irina) — астероїд головного поясу, відкритий 11 травня 1988 року.
Тіссеранів параметр щодо Юпітера — 3,053.